# Anolis charlesmyersi
Anolis charlesmyersi (аноліс Маєрса) — вид ігуаноподібних ящірок родини анолісових (Dactyloidae). Мешкає в Коста-Риці і Панамі. Вид названий на честь американського герпетолога Чарльза Вільяма Маєрса.

## Опис
Аноліс Маєрса — середній представник свого роду, дорослі особини досягають 7,5 см у довжину (без врахування хвоста). Хвіст відносно короткий, у 1-1,5 рази довший за довжину решти тіла. Задні лапи дуже короткі, як для анолісів. Горловий мішок червоний, поцяткований рядами білих плям.

## Поширення і екологія
Аноліси Маєрса мешкають на тихоокеанському узбережжі Коста-Рики та на крайньому північному заході Панами. Вони живуть в тропічних лісах. Відкладають яйця.